# Dirk Gently's Holistic Detective Agency (bande dessinée)
Pour l’œuvre originale et le personnage, voir Dirk Gently.
Dirk Gently’s Holistic Detective Agency est une série américaine de bandes dessinées, publiée depuis 2015 par IDW Publishing et inspirée des romans éponymes de Douglas Adams et de son personnage Dirk Gently.
Les scénarios sont de Chris Ryall (en) puis de Arvind Ethan David (en), déjà co-auteur de la pièce de théâtre Dirk adaptée de Un cheval dans la salle de bains, le premier roman mettant en scène le personnage. Les dessins sont assurés par Tony Akins (en) puis par Ilias Kyriazis (en). En plus de mettre en scène Dirk Gently dans de nouvelles enquêtes, les albums établissent progressivement les liens manquants entre les romans originaux et la série télévisée Dirk Gently, détective holistique de 2016.

## Synopsis
Dirk Gently est un « détective holistique » : il croit en « l’interconnexion fondamentale de toutes les choses ». C’est une façon de penser qu’il applique à la lettre pour résoudre les affaires dans lesquelles il se retrouve embarqué, où qu’elles le mènent et quel que soit le niveau de surnaturel qu’elles impliquent.